# Петдневна работна седмица
С развитието на индустриалното производство през 19 век заетостта на работната сила от традиционните десетина часа за селскостопанските и занаятчийски работници нараства до 12 – 18 часа на ден и то при тежки жизнени условия. Това предизвиква появата на обществени идеи и социални движения за урегулиране положението на населението полагащо наемен труд.

## Първо частично въвеждане
В 1888 г. в частното предприятие „Цайс“ Йена от неговия собственик Ернст Карл Аббе е въведен осем часов работен ден заедно с 12-дневен годишен отпуск, пенсионно осигуряване, премии от печалбата за работниците и др.
На 5 януари 1914 година Хенри Форд пръв в САЩ частно, като предприемач, въвежда петдневната работна седмица и увеличава над два пъти минималната дневна заплата за квалифицирани работници до 5 долара (над 150 лева приведени към 2011 година).
В контролираната от болшевиките част от Русия на 12 ноември 1917 г. (нов стил) с декрет на Ленинското правителство номинално е установен осемчасов работен ден, но 6-дневната работна седмица остава непроменена.

## Първо въвеждане с държавен закон
В Европа на 20 януари 1934 г. Адолф Хитлер като държавен закон установява с трудовото законодателство 40-часова петдневна работна седмица при нормиран трудов ден и платен годишен отпуск от 12 до 21 дни за работниците.
След това във Франция на 7 юни 1936 също е установена 40-часова петдневна работна седмица от правителството на Леон Блум. Към края на века в страната, а от там и в ЕС, започва обсъждането за намаляване на 35 часа на работната седмица, което във Франция на правителствено ниво е реализирано от Мартин Обри.

## На Балканите
В България на 30 декември 1967 е издаден Указ на Президиума на Народното събрание „за постепенно въвеждане на петдневна работна седмица“, с което ръководената от Тодор Живков държава започва въвеждането на петдневната работна седмица. С Постановление на Министерския съвет и Централният съвет на Българските професионални съюзи от 13 март 1973 г. „за въвеждане на намалено работно време и петдневна работна седмица през шестата петилетка (1971 – 1975)“, процесът приключва и в 1974 г. е факт за всички работещи в цялата страна.
На 30 март 1983 г. в Гърция също е приет закон за 5-дневна работна седмица и 8-часов работен ден.

## Съвременни перспективи
С икономическите кризи, предизвикани от международните финансови спекулации през първото десетилетие на 21 век – сриването на раздутия от спекулативния капитал високотехнологичен индекс в началото и последвалата глобална криза започнала със срива на спекулативните инвестиционни фондове и фалита на Леман Брадърс в САЩ, екстремното повишаване на цените на петрола и храните настъпват тежко национално обедняване и задлъжнялост и водят до блокиране преминаването към 35-часова работна седмица, стоварване на всичко върху реалния местен бизнес и трудоспособно население, чувствително увеличаване на пенсионната възраст и ограничаване на социалните права и придобивки като програма на държавните политики.